# 12147 Bramante
12147 Bramante eller 6082 P-L är en asteroid i huvudbältet som upptäcktes den 24 september 1960 av den nederländsk-amerikanske astronomen Tom Gehrels och det nederländska astronomparet Ingrid van Houten-Groeneveld och Cornelis Johannes van Houten vid Palomarobservatoriet. Den är uppkallad efter den italienske arkitekten Donato Bramante.
Asteroiden har en diameter på ungefär 5 kilometer.